# Ferdinand de Schlatter
Ferdinand de Schlatter (Parigi, 14 febbraio 1831 – Boulogne-Billancourt, 4 luglio 1907) è stato un velista francese.
Partecipò ai giochi della II Olimpiade di Parigi nel 1900 a bordo di Gwendoline, con cui vinse una medaglia di bronzo nella prima gara della classe da due a tre tonnellate. Prese parte anche alla gara di classe aperta e alla seconda gara della classe da due a tre tonnellate ma entrambe non le completò.

## Palmarès
| Anno | Manifestazione | Sede   | Evento                 | Risultato |
| ---- | -------------- | ------ | ---------------------- | --------- |
| 1900 | Olimpiadi      | Parigi | Classe 2-3 ton, gara 1 | Bronzo    |